# 1-壬烯
1-壬烯，也称为正壬烯，结构简式CH2=CH(CH2)6CH3，是壬烯的同分异构体之一，其碳碳双键位于末端，因而不存在顺反异构。